# Josef Spirk
Josef Spirk (Mühldorf bei Feldbach, 19 augustus 1946) is een Oostenrijks componist en dirigent.

## Levensloop
Spirk kreeg zijn eerste muzieklessen in de muziekschool van Feldbach, Stiermarken, bij Professor Lobovsky. Vanaf 1964 studeerde hij aan de Universität für Musik und darstellende Kunst in Graz bij Karl Steinwidder in het hoofdvak klarinet. In 1965 werd hij lid van de Militärmusik Steiermark, waar hij als solo-klarinettist onder de leiding van Alois Krall en Rudolf Bodingbauer speelde. In 1974 heeft hij afgestudeerd. Verder studeerde hij nog bij Max Haider en slot deze studie met het diplom als kapelmeester op 1 april 1976 af. 
Aansluitend werd hij kapelmeester van de Militärmusik van het Militärkommando Salzburg. De samenwerking met de culturele instellingen van de deelstaat Salzburg en de verbetering van het theoretisch en praktische niveau van zijn orkestleden stond in de focus van zijn werkzaamheden. Een ander doel was het, de 106 marsen van de voormalige K. en K. Regimenten op geluidsdrager op te nemen. 
Hij werkt ook in de amateuristische blaasmuziekfederaties mee, zoals in de Blasmusikverband Salzburg. 
Sinds 1 januari 1995 werkt hij als muziekreferent en Heeresmuziekinspekteur in het ministerie voor landsverdediging, sektie III. Hij is verantwoordelijk voor de nationale militaire muziekfeesten en de internationale betrekkingen. 
Als componist schreef hij vooral voor harmonieorkesten.

## Composities
- 1979 Dr. Haslauer Marsch
- 1980 Sportfreunde Marsch
- 1982 Divisionäre-Riedl-Marsch
- Österreichische Flaggenparade